# William Howard Durham
William Howard Durham (* 1873 in Kentucky; † 1912) war ein US-amerikanischer pfingstlerischer Pastor, Theologe sowie der Herausgeber eines Magazins.

## Leben
Durham wuchs in einem baptistischen Elternhaus in Kentucky auf. Bei einem Besuch in Minnesota im Jahr 1898 kam er mit den Gedanken und Ideen der Pfingstbewegung in Berührung und trat schließlich einer pfingstlerischen Gemeinde bei. Er wurde der Pastor der North Avenue Mission in Chicago. Neugierig geworden durch Berichte über das Azusa Street Revival ging Durham im Jahr 1907 nach Los Angeles und erlebte dort eine Taufe mit dem Heiligen Geist.
Durham ging zurück nach Chicago und wurde der Herausgeber des Pentecostal Testimony, einem monatlich erscheinenden Magazin zur Verbreitung der pfingstlerischen Lehren. Die Gemeinde der North Avenue Mission wuchs unter seiner Leitung, so dass sich zehn Tochtergemeinden bildeten.

## Theologie
Durham vertrat eine Theologie, die sich von der pfingstlerischen Lehre von Azusa unterschied. So entwickelte er die Glaubenslehre der Finished Work of Calvary. Danach erführen alle Menschen Erlösung und Heiligung, bedingt durch den Opfertod Jesu Christi auf Golgatha.